# Cassare
Cassare of calissare (van het Portugese casar, "trouwen") was de term voor de huwelijkspolitiek, grotendeels in West-Afrika, die werd gevoerd door Europese en Afrikaanse slavenhandelaren waarbij de echtgenoot Europeaan was en de echtgenote/ concubine Afrikaans. Het was geen huwelijk op christelijke grondslagen en kon vergezeld gaan van een Afrikaanse ceremonie. In Equatoriaal Afrika waren weinig geestelijken en de inheemse vrouwen konden geen kerkelijk huwelijk sluiten omdat ze niet waren gedoopt. Van mannen werd niet verwacht dat ze monogaam waren. Daarom is concubinaat een betere term. De multinationale slavenhandelaar, Quaker en polygamist, Zephaniah Kingsley, kocht Anna Kingsley, een tot slaaf gemaakte prinses van de Wolof, die al eerder was verkocht in Cuba nadat ze was gevangengenomen in het huidige Senegal.
Cassare is een middel om politieke en economische banden te creëren. Het is een Europese term waarmee soortgelijke relaties van Portugese mannen (de eerste Europeanen die voet aan wal zetten op de West-Afrikaanse kust) met Afrikaanse vrouwen wordt aangeduid. Cassare bestond echter al voor het Europese contact. Het verkopen van een dochter voor geld of enig ander economisch voordeel, waaronder simpelweg vrede, was een pre-Europese praktijk waarmee een lid van een andere Afrikaanse etnische groep werd ingelijfd. Door hun dochters uit te huwelijken (verkopen) versterkten machtige West-Afrikaanse stammen die waren verbonden met de slavenhandel hun relaties met Europeanen. Al vroeg tijdens de Atlantische slavenhandel waren dit soort gemengde huwelijken heel gewoon. Ze werden soms voltrokken volgens Afrikaans gebruik, wat voor Europeanen geen beletsel vormde, aangezien de connecties belangrijk waren. Afrikaanse vrouwen ontvingen soms geld en scholing in ruil voor de kinderen die uit deze relaties werden geboren. Ook konden ze de slaafgemaakten en eigendommen erven van hun Europese mannen wanneer deze terugkeerden naar Europa of stierven.
Kustbewoners in West-Afrika, zoals het Ga-volk en de Fante-stam, gebruikten deze huwelijkspolitiek om politieke en economische voordelen te behalen. Zo konden Afrikanen vreemdelingen, zoals de Europeanen vertrouwen binnen hun handelsnetwerken. De overgang van vreemdeling naar handelspartner verliep daardoor een stuk soepeler.